# Greenwood (Florida)
Greenwood és una població dels Estats Units a l'estat de Florida. Segons el cens del 2000 tenia 735 habitants.

## Demografia
Segons el cens del 2000, Greenwood tenia 735 habitants, 296 habitatges, i 200 famílies. La densitat de població era de 59,1 habitants/km².
Dels 296 habitatges en un 29,1% hi vivien nens de menys de 18 anys, en un 52,4% hi vivien parelles casades, en un 11,8% dones solteres, i en un 32,1% no eren unitats familiars. En el 29,4% dels habitatges hi vivien persones soles el 13,5% de les quals corresponia a persones de 65 anys o més que vivien soles. El nombre mitjà de persones vivint en cada habitatge era de 2,44 i el nombre mitjà de persones que vivien en cada família era de 2,99.
Per edats la població es repartia de la següent manera: un 26,4% tenia menys de 18 anys, un 7,2% entre 18 i 24, un 24,6% entre 25 i 44, un 25% de 45 a 60 i un 16,7% 65 anys o més.
L'edat mediana era de 38 anys. Per cada 100 dones de 18 o més anys hi havia 89,8 homes.
La renda mediana per habitatge era de 28.750 $ i la renda mediana per família de 35.750 $. Els homes tenien una renda mediana de 24.583 $ mentre que les dones 22.083 $. La renda per capita de la població era de 14.243 $. Entorn del 9,1% de les famílies i el 17,8% de la població estaven per davall del llindar de pobresa.

## Poblacions més properes
El següent diagrama mostra les poblacions més properes.